# Бесполетова, Валентина Владимировна
Валентина Владимировна Бесполетова (20 октября 1920, Николаев — 15 октября 1973, Черновцы) — советская украинская театральная актриса. Заслуженная артистка Украинской ССР (1963).

## Биография
Родилась 20 октября 1920 года в Николаеве, в семье работников театра.
В 1938—1941 годах училась в Одесском университете, но учебу прервала война.
В 1941—1944 годах — актриса Николаевского украинского театра драмы и музыкальной комедии.
В 1945—1947 годах — актриса Николаевской филармонии, затем в 1947—1952 годах — в Николаевском ТЮЗе.
На протяжении 20 лет — с 1953 по 1973 год — актриса Черновицкого музыкально-драматического театра им. Ольги Кобылянской.
На театральной сцене исполнила около 200 ролей. Единственная роль в кино — Рахира в фильме 1954 года «Земля».
Умерла в 1973 году в Черновцах.